# Својић
Својић је насељено мјесто у општини Бариловић, на Кордуну, у Карловачкој жупанији, Република Хрватска.

## Историја
Својић се од распада Југославије до августа 1995. године налазио у Републици Српској Крајини. До територијалне реорганизације у Хрватској насеље се налазило у саставу бивше општине Дуга Реса.

## Становништво
Према попису становништва из 2011. године, насеље Својић је имало 46 становника.
| Националност       | 1991. | 1981. | 1971. | 1961. |
| Срби               | 85    | 132   | 173   | 249   |
| Хрвати             |       | 16    |       |       |
| Југословени        |       |       | 1     |       |
| остали и непознато | 1     | 1     |       |       |
| Укупно             | 86    | 149   | 174   | 249   |

| Демографија | Демографија | Демографија |
| Година      | Становника  | Становника  |
| ----------- | ----------- | ----------- |
| 1961.       | 249         |             |
| 1971.       | 174         |             |
| 1981.       | 149         |             |
| 1991.       | 86          |             |
| 2001.       | 23          |             |
| 2011.       |             | 46          |